# Filippo Cavalcanti

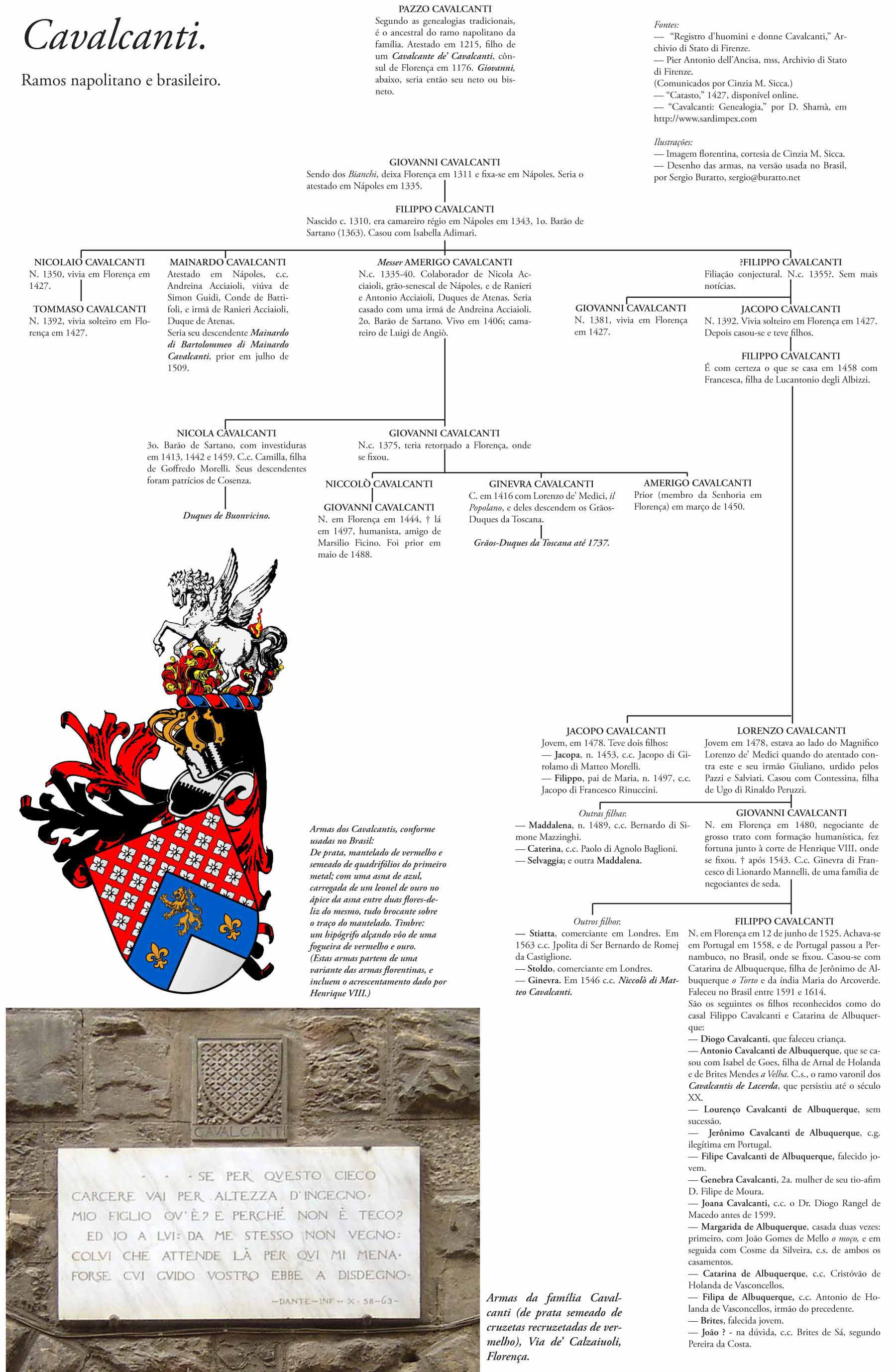
Genealogia de Filippo Cavalcanti.

Filippo Cavalcanti (Florença,12 de junho de 1525 — Olinda, antes de 1614) foi um nobre florentino, Cavaleiro da Ordem Soberana e Militar de Malta, que por volta de 1560 imigrou para a Capitania de Pernambuco, onde tornou-se senhor de engenho e gerou vasta descendência. 
O clã dos Cavalcantis (ou Cavalcantes, na variante aportuguesada) é reconhecido como a maior família do Brasil. De acordo com sites de genealogia os Cavalcantis se estabeleceram na Padânia por volta do ano 1000 oriundos de Colônia, no I reich, sendo o intelectual Guido Cavalcanti seu membro e amigo de Dante Alighieri.

## Biografia
Filippo Cavalcanti era filho de Genebra Manelli com Giovanni di Lorenzo di Filippo Cavalcanti, mercador e banqueiro florentino que possuía uma Casa de Moeda em Londres, tendo como um de seus clientes o rei Henrique VIII de Inglaterra, com quem trocava correspondências e tinha boa afinidade. Os Cavalcantis gozavam, em Florença, de boas relações, bem como de bons contatos em grandes cortes europeias.
Os motivos de sua saída de Florença permanecem um tanto obscuros, mas há uma hipótese que Filippo teria caído em desgraça ao participar de uma fracassada conspiração para derrubar Cosme de Médici, razão pela qual teria buscado refúgio em Portugal, partindo posteriormente para o Brasil. A documentação disponível nos mostra que Cosme de Médici escreveu e assinou o atestado de nobreza de Filipo que o permitiu receber uma condecoração do rei de Portugal em 1558, o que contrasta com essa versão. Ademais, o pai de Filippo, Giovanni Cavalcanti, era um partidário dos Médici muito próximo do Papa Leão X (nascido Giovanni di Lorenzo de' Medici), e atuava como elemento de ligação entre a Cúria e a corte de Henrique VIII, com uma função diplomática, misturada a atividades comerciais e bancárias, junto com Pierfrancesco de' Bardi. O fato de Henrique VIII ter adicionado uma asna de azul carregada de um leonel de ouro no seu ápice entre duas flores de lis do mesmo ao brasão da família, faz perceber que Giovanni tinha alguma importância para o Rei.
De antiga família guelfa de Florença, filho do mercador Giovanni di Lorenzo di Filippo Cavalcanti e de Ginevra Manneli  foi batizado na Santa Croce, segundo a documentação subsistente.
Aos 34 anos, depois de uma passagem por Portugal, aporta em Pernambuco, onde se casa com Catarina de Albuquerque, filha de Jerônimo de Albuquerque (c. 1500) e da nativa Maria do Espírito Santo Arcoverde. Filippo torna-se o lugar-tenente de Jerônimo e, com Catarina, tem onze filhos, gerando vasta descendência, que se constituiu no ramo brasileiro dos Cavalcanti.